# جمال أباد (سراب)
جمال‌ أباد هي قرية في مقاطعة سراب، إيران. عدد سكان هذه القرية هو 411 في سنة 2006.